# Trzcinica
Trzcinica (in tedesco Strenze, dal 1939 al 1943 Sternbruch) è un comune rurale polacco del distretto di Kępno, nel voivodato della Grande Polonia.
Ricopre una superficie di 75,14 km² e nel 2004 contava 4 713 abitanti.